# Луций Випстан Месала
Луций Випстан Месала (на латински: Lucius Vipstanus Messalla) e политик и сенатор на Римската империя през края на 1 и началото на 2 век.
През 115 г. Месала е консул заедно с Марк Педон Вергилиан.